# Davor Božinović
Davor Božinović (pronounciado [dâʋor boʒǐːnoʋitɕ], Pula, 27 de dezembro de 1961) é um político e diplomata croata. É ministro do Interior, e vice-primeiro-ministro, desde 2017. Foi ministro da Defesa de 2010 a 2011.
Božinović graduou-se na Faculdade de Ciências Políticas de Zagreb, fazendo mestrado e doutoramento. Foi embaixador da Croácia na Sérvia e Montenegro de 2002 a 2004. Em 2004 foi nomeado chefe de gabinete do Presidente da Croácia. De 2005 a 2008, liderou a missão croata junto da NATO. Em setembro de 2008 foi nomeado secretário de estado para a integração europeia no ministério dos negócios estrangeiros, e em julho de 2009 tomou posse como secretário de estado de assuntos políticos no mesmo ministério.